# Bardos
Bardos (Baskisch: Bardoze) is een gemeente in het Franse departement Pyrénées-Atlantiques (regio Nouvelle-Aquitaine). De plaats maakt deel uit van het arrondissement Bayonne en ligt in de Baskische provincie Labourd. Bardos telde op 1 januari 2022 1.905 inwoners.

## Geografie
De oppervlakte van Bardos bedroeg op 1 januari 2022 42,53 vierkante kilometer; de bevolkingsdichtheid was toen 44,8 inwoners per km².

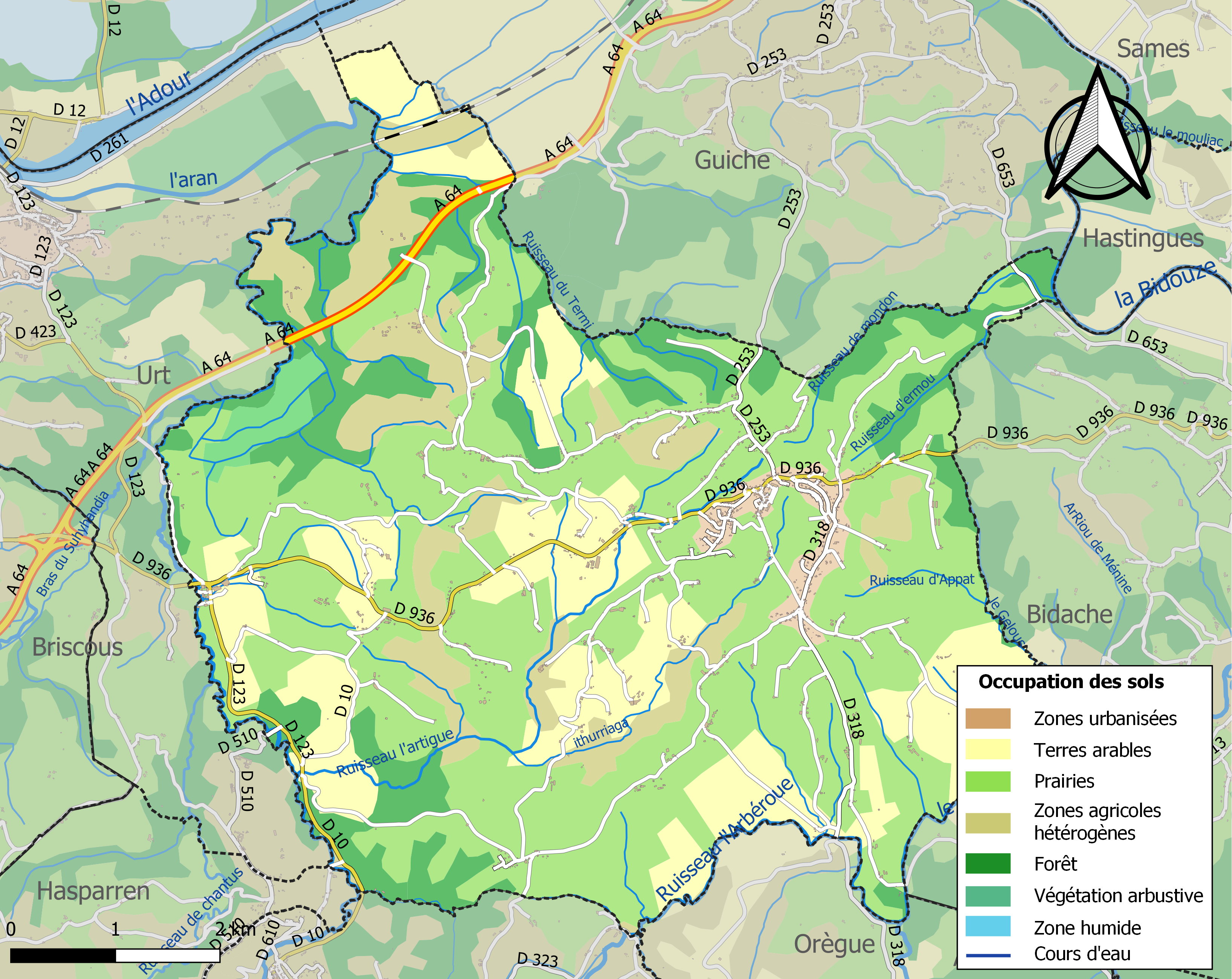
Kaart van de gemeente met belangrijkste infrastructuur, bodemgebruik en omliggende gemeenten

## Demografie
Onderstaande figuur toont het verloop van het inwonertal (bron: INSEE-tellingen).